# Physocolea elegans
Physocolea elegans là một loài Rêu trong họ Lejeuneaceae. Loài này được (Stephani) Stephani miêu tả khoa học đầu tiên năm 1916.